# Gheorghe Paladi
Gheorghe Paladi (n. 9 mai 1929, satul Buiucani, județul Lăpușna, România – d. 13 mai 2025, Chișinău, Republica Moldova) a fost un medic moldovean, specialist în obstetrică și ginecologie, membru titular al Academiei de Științe a Moldovei.
A practicat obstetrica și ginecologia în cadrul Spitalului Municipal Nr. 1 din Chișinău.
Din iunie 2020, conform deciziei Consiliului Municipal Chișinău, Spitalul Municipal Nr. 1 poartă numele academicianului.

## Biografie
Gheorghe Paladi s-a născut la 9 mai 1929 în satul Buiucani, în prezent un sector al Chișinăului. A absolvit cu succes școala primară din sat, urmând liceului „Alecu Russo” din Chișinău, apoi la școala medie Nr 4. 
- 1946-1951 − își realizează studiile la Facultatea de Medicină (USMF)
- 1952-1954 − continuă studiile la secundariatul clinic în cadrul Catedrei de Obstetrică și Ginecologie a Institutului de Medicină din Chișinău.
- 1957 − susținerea primei teze de candidat în științe medicale (conform nomenclatorului din acea perioadă)
- 1959-1985 − specialist principal în domeniul ocrotirii mamei și copilului al Ministerului Sănătății al RSSM
- 1966 − susținerea celei de a doua teze de candidat în științe medicale
- 1967 − conferirea titlului didactic de profesor universitar
- 1967-1999 − șef al Catedrei de Obstetrică și Ginecologie (USMF)
- Din 1993 − membru titular al Academiei de Științe a Moldovei.
- Din 1999 − șef de clinică a maternității Spitalului Clinic Municipal nr.1 din Chișinău.

Medicul a decedat la 13 mai 2025 în Chișinău.

## In memoriam
În 2022, Spitalului Clinic Municipal nr. 1 i-a fost atribuit numele „Gheorghe Paladi”. În anul următor, în curtea Spitalului Clinic „Gheorghe Paladi” a fost instalat un bust al medicului, operă a sculptorului moldovean Veaceslav Jiglițchi.